# Poem to a horse

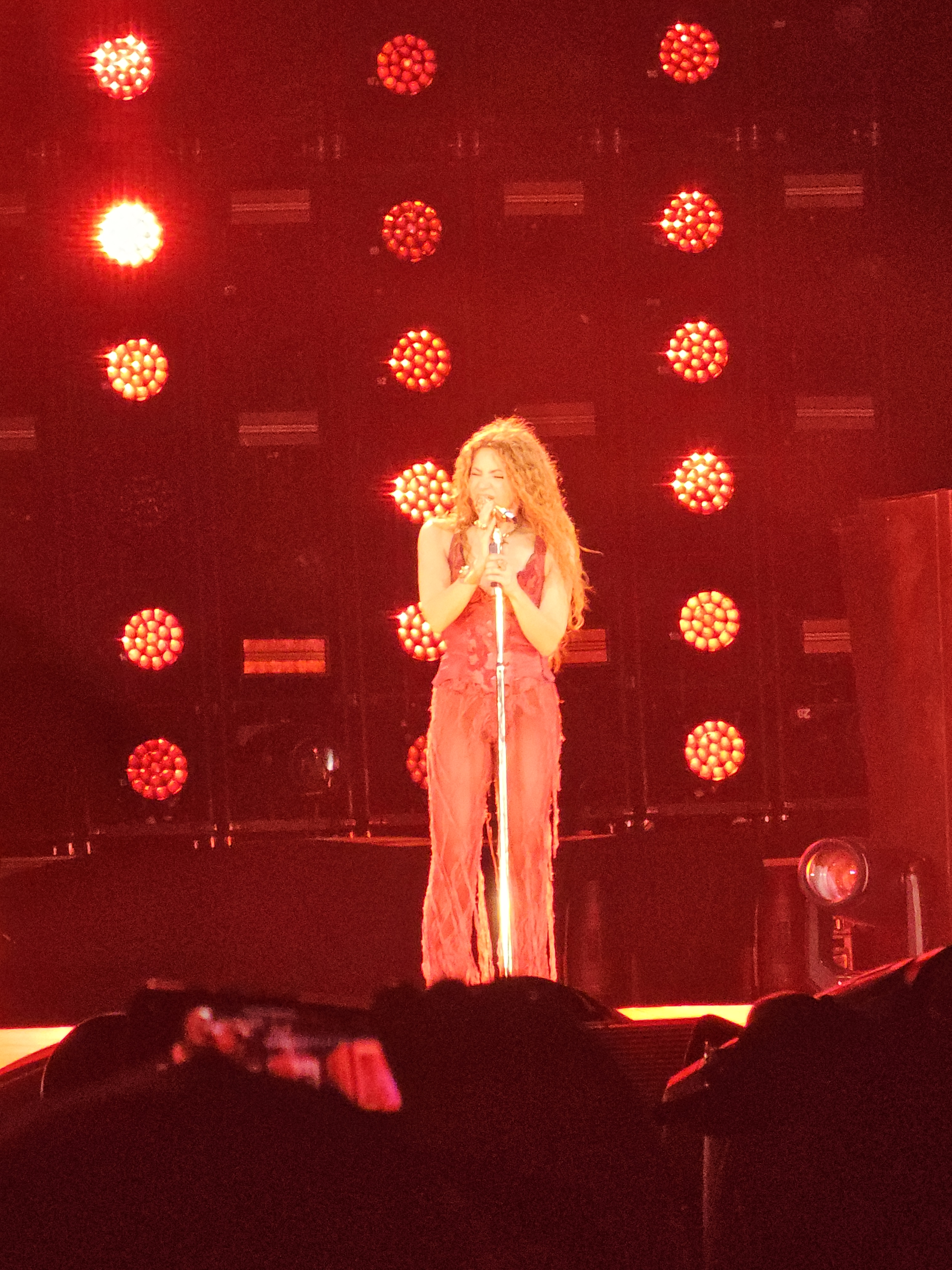
Shakira interpretando "Poem to a horse" durante su gira Las mujeres ya no lloran World Tour en 2025.

«Poem to a Horse» —en español: «Poema a un caballo» es una canción interpretada por la cantante y compositora colombiana Shakira, incluida en su álbum Servicio de lavandería. Aunque la versión de estudio de la canción no es tan conocida como la interpretada en el Tour de la Mangosta (en su álbum de la gira En Vivo & En Privado), tiene una buena aceptación del público, especialmente en su video que logró ubicarse en el conteo de Los 100 más pedidos del 2004, de la cadena MTV en el puesto número 46. Además, en un especial que realizó MTV donde recopilaba los 50 videos más votados en la web, fue el video número 25 más votado en el Conteo Norte, y número 2 en el Conteo Sur.
En Last.fm, la red social de música en línea más importante, Poem to a horse es la novena canción de Shakira más escuchada. 

## Información de la canción
En la canción se expresa que Shakira supuestamente está enamorada de un drogadicto. Y como al drogadicto no le importa ella, decide terminar con él y la canción están volcadas todas sus ideas de esta persona que tiene problemas con la droga. Ejemplo:

You keep on aiming for the top, and quit before you sweat a drop.

Feed your empty brain with your hydroponic pot.
La traducción sería: 
Sigues apuntando a lo más alto, pero te rindes antes de sudar una gota. 

Llena tu cerebro vacío con tu porro de hidropónico.

El video es una presentación en vivo, que, por el momento tiene 5.7 millones de visitas en la página oficial de YouTube de la cantante.

## Canciones

### Poem To A Horse
1. «Poem To A Horse»
2. «Poem To A Horse» [Live]

### Poem To A Horse-Whenever, Wherever Live
1. «Poem To A Horse» [Live]
2. «Whenever, Wherever» [Live Radio Edit]
3. «Whenever, Wherever» [Live]

## Posicionamiento en las listas
| Alemania       | Media Control Charts                          | 29 |
| Australia      | Australian Recording Industry Association     | 36 |
| Austria        | Ö3 Austria Top 40                             | 31 |
| Bélgica        | Ultratop 50 Flandes                           | 25 |
| Bélgica        | Ultratop 40 Valonia                           | 31 |
| Chile          | Chile Airplay Charts                          | 38 |
| Colombia       | Colombia Top 100                              | 28 |
| Dinamarca      | Tracklisten                                   | 20 |
| Europa         | European Hot 100                              | 48 |
| Estados Unidos | Billboard Bubbling Under Hot 100 Singles      | 23 |
| Finlandia      | Mitä hittiä                                   | 23 |
| Francia        | Syndicat National de l'Édition Phonographique | 35 |
| Grecia         | IFPI Greece                                   | 9  |
| Hungría        | Magyar Hanglemezkiadók Szövetsége             | 10 |
| Irlanda        | Irish Singles Chart                           | 29 |
| Italia         | Federación de la Industria Musical Italiana   | 26 |
| Letonia        | Latvian Top 50 Airplay                        | 8  |
| Lituania       | Lithuanian Airplay Chart                      | 1  |
| Noruega        | VG-lista                                      | 18 |
| Nueva Zelanda  | Recording Industry Association of New Zealand | 27 |
| Países Bajos   | Mega Singles Chart                            | 21 |
| Polonia        | Top Varsovia                                  | 5  |
| Portugal       | Megatop 100                                   | 11 |
| Reino Unido    | UK Singles Chart                              | 31 |
| Rumania        | Rumanía Top 100                               | 2  |
| Rusia          | Moscow Airplay Chart                          | 22 |
| Suecia         | Sverigetopplistan                             | 19 |
| Suiza          | Swiss Music Charts                            | 18 |